# NGC 1538
NGC 1538 este o galaxie spirală situată în constelația Eridanul. A fost descoperită în 31 decembrie 1885 de către Ormond Stone⁠(d).